# ستيف ديفيس (عازف جاز)
ستيف ديفيس (بالإنجليزية: Steve Davis)‏ هو عازف جاز أمريكي، ولد في 14 أبريل 1967 في ورسستر في الولايات المتحدة.

## وصلات خارجية
- ستيف ديفيس على موقع ميوزك برينز (الإنجليزية)
- ستيف ديفيس على موقع أول ميوزيك (الإنجليزية)
- ستيف ديفيس على موقع ديسكوغز (الإنجليزية)